# USS Iowa (BB-4)
Pour les autres navires du même nom, voir USS Iowa.
L'USS Iowa (BB-4) unique représentant de sa classe, est un cuirassé pré-dreadnought de l'United States Navy. Lancé en 1896, il a été mis en service le 16 juin 1897, déclassé en 1919 et coulé lors d'exercices de tir en 1923.
Conçu pour naviguer en haute mer, l'Iowa représente une nette amélioration par rapport aux cuirassés précédents de la classe Indiana, en corrigeant de nombreux défauts de conception de ces navires. Parmi les améliorations les plus importantes, on peut citer une meilleure navigabilité grâce à un plus grand franc-bord et une disposition plus efficace de l'armement. Le navire est armé d'une batterie de quatre canons de 12 pouces (300 mm) /35 calibres (en) disposés sur deux tourelles à double canon, soutenue par une batterie secondaire de huit canons de 8 pouces (200 mm) (en). 
À son entrée en service en juin 1897, l'Iowa mène des opérations d'entraînement dans l'océan Atlantique avant de naviguer vers les Caraïbes au début de 1898, alors que les tensions entre les États-Unis et l'Espagne au sujet de Cuba s'intensifient, ce qui conduit à la guerre hispano-américaine. Le navire prend part au bombardement de San Juan de Porto-Rico, puis il participe au blocus de Cuba pendant la guerre. Après le repérage de l'escadre de croiseurs espagnols à Santiago de Cuba, l'Iowa patrouille au large du port pour bloquer la fuite des navires espagnoles. Lors de la bataille de Santiago de Cuba, le 3 juillet 1898, l'Iowa participe à la destruction de trois des quatre croiseurs espagnols. Après la guerre, l'Iowa passe les années suivantes à effectuer des exercices d'entraînement, servant au sein de l'escadre du Pacifique de 1898 à 1902, de l'escadre de l'Atlantique Sud jusqu'en 1904, et de l'escadre de l'Atlantique Nord jusqu'en 1906, lorsque ces deux dernières unités sont fusionnées pour former la flotte de l'Atlantique. 
L'Iowa est modernisé entre 1908 et 1910 et sert de navire-école pour les cadets de l'Académie navale des États-Unis et pour les équipages de la milice navale (en). Retiré du service en 1913 et décommissionné en 1914, il est réactivé après l'entrée des États-Unis dans la Première Guerre mondiale en avril 1917, d'abord comme navire de servitude, puis comme navire d'entraînement et navire de garde. Il est à nouveau désarmé en 1919, renommé Coast Battleship No. 4, et converti en navire cible radiocommandé. Il est utilisé pour des expériences de bombardement au large des caps de Virginie en 1921 avant d'être coulé dans le cadre du Fleet Problem I au large des côtes du Panama en mars 1923 par le cuirassé USS Mississippi (BB-41)